# حمدان ناصر
حمدان ناصر (انگلیسی: Hamdan Nasser؛ زادهٔ ۲۴ آوریل ۱۹۹۷) بازیکن فوتبال اهل امارات متحده عربی است. او در حال حاضر، در پست مدافع برای باشگاه خور فکان بازی می‌کند.